# Caviana
Caviana (port. Ilha Caviana) – należąca do Brazylii (w stanie Pará), wyspa rzeczna w ujściu Amazonki, położona na północ od wyspy Marajó.

## Geografia
Długość wyspy wynosi 102 km, szerokość około 50 km. Najwyżej położony punkt wznosi się 26 m n.p.m. Na powierzchni 4968 km² przeważa krajobraz nizinny, znaczne powierzchnie są zabagnione z licznymi kanałami rzecznymi. Brzegi wyspy są miejscem występowania tidal bore (port. Pororoca), wstecznej fali pływowej (do 4 m wysokości) wędrującej w głąb Amazonki.

## Fauna
Wyspę zamieszkuje 145 gatunków ptaków. Pierwszym ornitologiem, który dotarł na Cavianę (1871) i sporządził opisy ptactwa tam osiadłego był Amerykanin Joseph B. Steere. Swe opisy pozostawił Muzeum Historii Naturalnej University of Michigan (Ann Arbor, USA). Nawiązywał do nich Brodkorb w roku 1937.